# William J. Porter

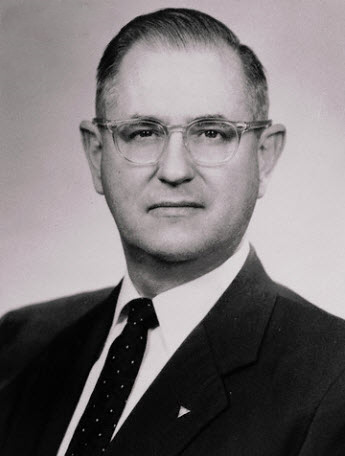
William J. Porter (1965)

William James Porter (* 1. September 1914 in Stalybridge, England; † 15. März 1988 in Fall River, Massachusetts) war ein US-amerikanischer Diplomat britischer Abstammung, der nicht nur mehrfach Botschafter war, sondern als United States Under Secretary of State für politische Angelegenheiten den dritthöchsten Posten im Außenministerium der Vereinigten Staaten bekleidete.

## Leben
Der Sohn eines im Ersten Weltkrieg gefallenen Offiziers der Royal Navy studierte nach dem Schulbesuch von 1930 bis 1932 am Thibodeau College of Business Administration und erwarb 1936 die US-amerikanische Staatsbürgerschaft. Anschließend trat er 1936 in den diplomatischen Dienst ein und war nach einer einjährigen Tätigkeit als Sekretär des Gesandten in Ungarn von 1937 bis 1941 Vizekonsul in Bagdad. Danach war er erst Vizekonsul in Beirut und daraufhin zwischen 1943 und 1946 in Damaskus. 1946 kehrte er in die USA zurück und war ein Jahr lang zuständiger Referent für Palästina, ehe er von 1947 bis 1950 als Konsul in Nikosia arbeitete.
Danach folgte eine kurze Tätigkeit als Sonderassistent des Direktors des Auslandssenders Voice of America sowie im Anschluss von 1951 bis 1953 als verantwortlicher Referent für Griechenland im Außenministerium. Nach einer Verwendung als Generalkonsul in Rabat war Porter zwischen 1957 und 1962 Direktor des Amtes für Angelegenheiten Nordafrikas im State Department.
1961 wurde er für einige Monate selbst Direktor der Voice of America und danach im September 1962 erster US-Botschafter in Algerien. Nach dreijähriger Tätigkeit in Algier wechselte er im September 1965 als Nachfolger von U. Alexis Johnson als Vize-Botschafter nach Südvietnam und war damit Vertreter von Botschafter Henry Cabot Lodge.
Im August 1967 wurde er Nachfolger von Winthrop G. Brown als Botschafter in Südkorea und bekleidete dieses Amt bis August 1971. Im Februar 1973 wurde er zum Under Secretary of State für politische Angelegenheiten ernannt und übernahm somit den dritthöchsten Posten im Außenministerium der Vereinigten Staaten. Danach war Porter zwischen März 1974 und Dezember 1975 als Nachfolger von Adolph W. Schmidt erst Botschafter in Kanada und zuletzt als Nachfolger von James E. Akins von Februar 1975 bis Mai 1977 Botschafter in Saudi-Arabien.